# 1328 en Angleterre
Chronologie de l'Angleterre
- 1324
- 1325
- 1326
- 1327
- 1328
- 1329
- 1330
- 1331
- 1332

Cette page concerne l'année 1328 du calendrier julien.

## Naissances en 1328
- 25 juin : William Montagu, 2e comte de Salisbury
- 29 septembre : Jeanne de Kent, princesse de Galles
- 11 novembre : Roger Mortimer, 2e comte de March
- Date inconnue : 
  - Nicholas Audley, 3e baron Audley
  - John Harington, 2e baron Harington
  - Thomas Percy, évêque de Norwich

## Décès en 1328
- 9 mars : David Martin, évêque de Saint David's
- 6 mai : Robert FitzWalter, 2e baron FitzWalter
- 15 octobre : Robert de Holland, 1er baron Holand (en)
- Date inconnue :
  - Eleanor FitzAlan, baronne Percy (en)
  - Andrew Horn, poissonnier
  - Henry de Maunsfeld, théologien
  - Roger Mortimer, chevalier
  - John Mortimer, chevalier
  - Nicholas Trivet, théologien et chroniqueur